# La Concepción (Quito)

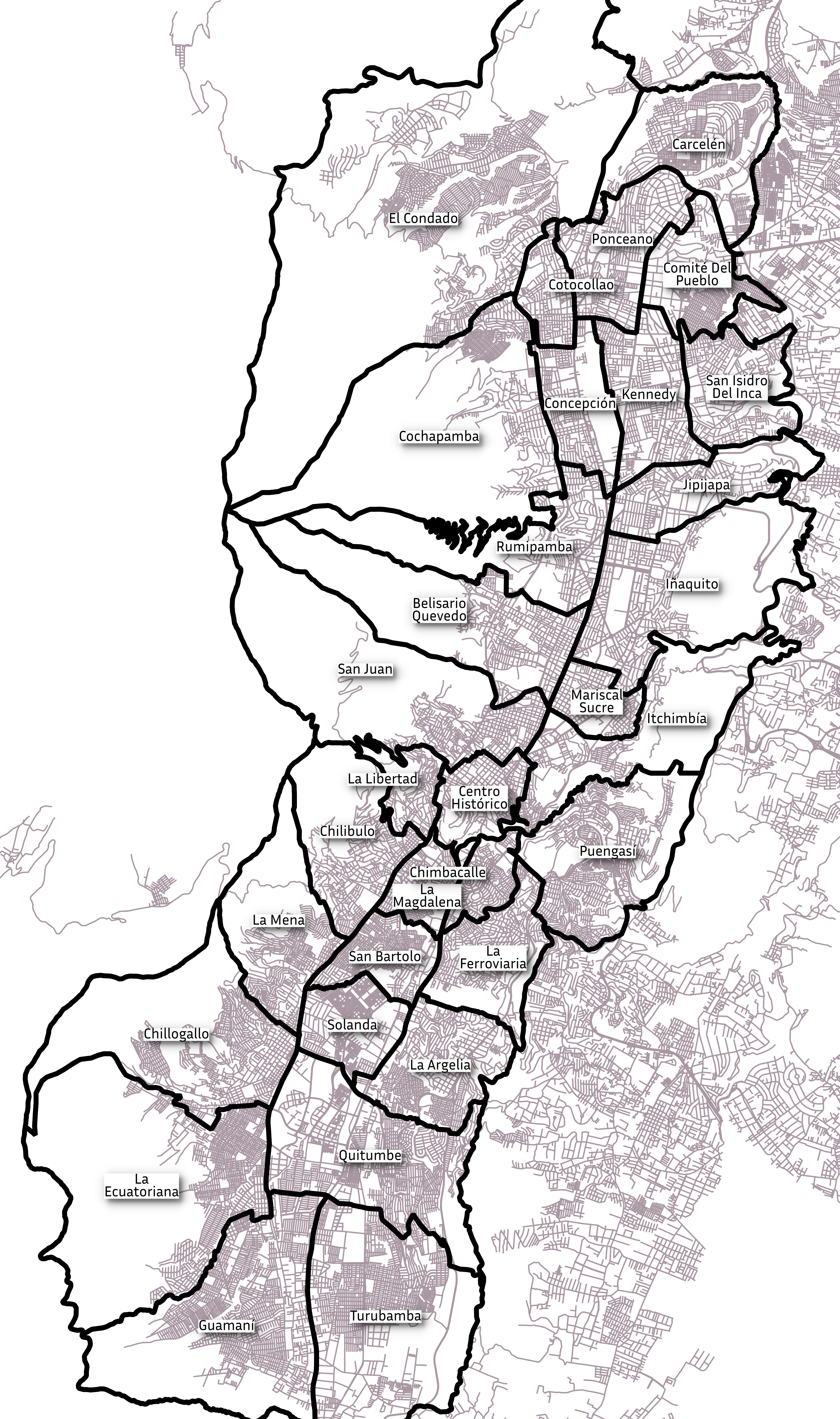
Parroquias urbanas von Quito; La Concepción auf der Karte rechts oben

La Concepción ist ein Stadtteil von Quito und eine Parroquia urbana in der Verwaltungszone Eugenio Espejo im Kanton Quito der ecuadorianischen Provinz Pichincha. Die Fläche beträgt etwa 518,9 ha. Die Einwohnerzahl lag im Jahr 2019 bei 39.854.

## Lage
Die Parroquia La Concepción liegt im westlichen Norden von Quito etwa 8 km nordnordöstlich vom Stadtzentrum auf einer Höhe von etwa 2815 m. Das Verwaltungsgebiet misst etwa 3 km in Nord-Süd-Richtung sowie etwa 1,5 km in Ost-West-Richtung. Die Avenida de la Prensa durchquert das Areal in nördlicher Richtung. Im Westen wird das Areal von der Avenida Occidental begrenzt. Im Osten des Verwaltungsgebietes befindet sich der Parque Bicentenario auf dem Gelände des ehemaligen Flughafens Aeropuerto Internacional Mariscal Sucre.
Die Parroquia La Concepción grenzt im Norden an die Parroquias Cotocollao und Ponceano, im Osten an die Parroquia Kennedy, im Süden an die Parroquia Rumipamba sowie im Westen an die Parroquia Cochapamba.

## Barrios
Die Parroquia ist in folgende Barrios und Stadtteile gegliedert:
- Aeronáutico
- Andalucía
- Betania
- Bicentenario
- El Pinar Bajo
- Félix Rivadeneira
- Franklin Tello
- La Concepción
- La Florida
- Maldonado
- Mexterior
- Omnibus Urbano
- San Carlos
- San Pedro Claver

## Infrastruktur
Das 2018 fertiggestellte Kongresszentrum „Centro de Convenciones Metropolitano de la Ciudad de Quito“ (CCMQ) befindet sich an der Stelle des ehemaligen Flughafengebäudes. Im Nordwesten der Parroquia befindet sich der Parque Inglés.